# Hoogeveen
Hoogeveen er en kommune og by i provinsen Drenthe med cirka 55.000 indbyggere. 
Ved anden halvdel af 1960'erne var Hoogeven den hurtigstvoksende by i Holland. Dette førte til at byrådet valgte at fylde kanalen, som var udgravet under den tid hvor tørvindhøstning var det vigtigste erhverv her. 
Den daværende anerkendt ældste person i verden, Hendrikje van Andel-Schipper, boede i Hoogeveen frem til hun døde i august 2005.

## Venskabsbyer
- Martin, Slovakiet